# Beyeria
Beyeria es un género perteneciente a la familia de las euforbiáceas con 24 especies de plantas.

## Taxonomía
El género fue descrito por Friedrich Anton Wilhelm Miquel y publicado en Annales des Sciences Naturelles; Botanique, sér. 3 1: 350. 1844. La especie tipo es: Beyeria viscosa (Labill.) Miq. 

## Especies seleccionadas
| - Beyeria brevifolia (Mull.Arg.) Benth. - Beyeria calycina Airy Shaw - Beyeria cinerea (Mull.Arg.) Benth. - Beyeria cygnorum (Mull.Arg.) Benth. - Beyeria gardneri Airy Shaw - Beyeria lasiocarpa Mull.Arg. | - Beyeria latifolia Baill. - Beyeria lechenaultii (DC.) Baill. - Beyeria lepidopetala F.Muell. - Beyeria opaca F.Muell. - Beyeria similis (Mull.Arg.) Benth. - Beyeria subtecta J.M.Black - Beyeria viscosa (Labill.) Miq. |

- Lista completa de especies